# Freddy Mamani
Freddy Mamani Silvestre (Catavi, 1 de noviembre de 1971) es un arquitecto con estudios de ingenieria boliviano, conocido por su trabajo en arquitectura neoandina. con más de 60 proyectos construidos en la ciudad boliviana de El Alto.

## Biografía
Mamani nació en una pequeña comunidad aimara llamada Catavi, ubicada en el cantón  Konani, en el municipio de Sica Sica de la provincia de Aroma del departamento de La Paz.
Comenzó a trabajar a los 14 años como asistente de albañil. En 1986 realizó sus estudios en la Facultad Tecnológica de Construcciones Civiles en la Universidad Mayor de San Andrés. Luego, cursó la carrera de Ingeniería Civil en la Universidad Boliviana de Informática.
Es reconocido a nivel nacional por su estilo denominado cholet.

## Publicaciones

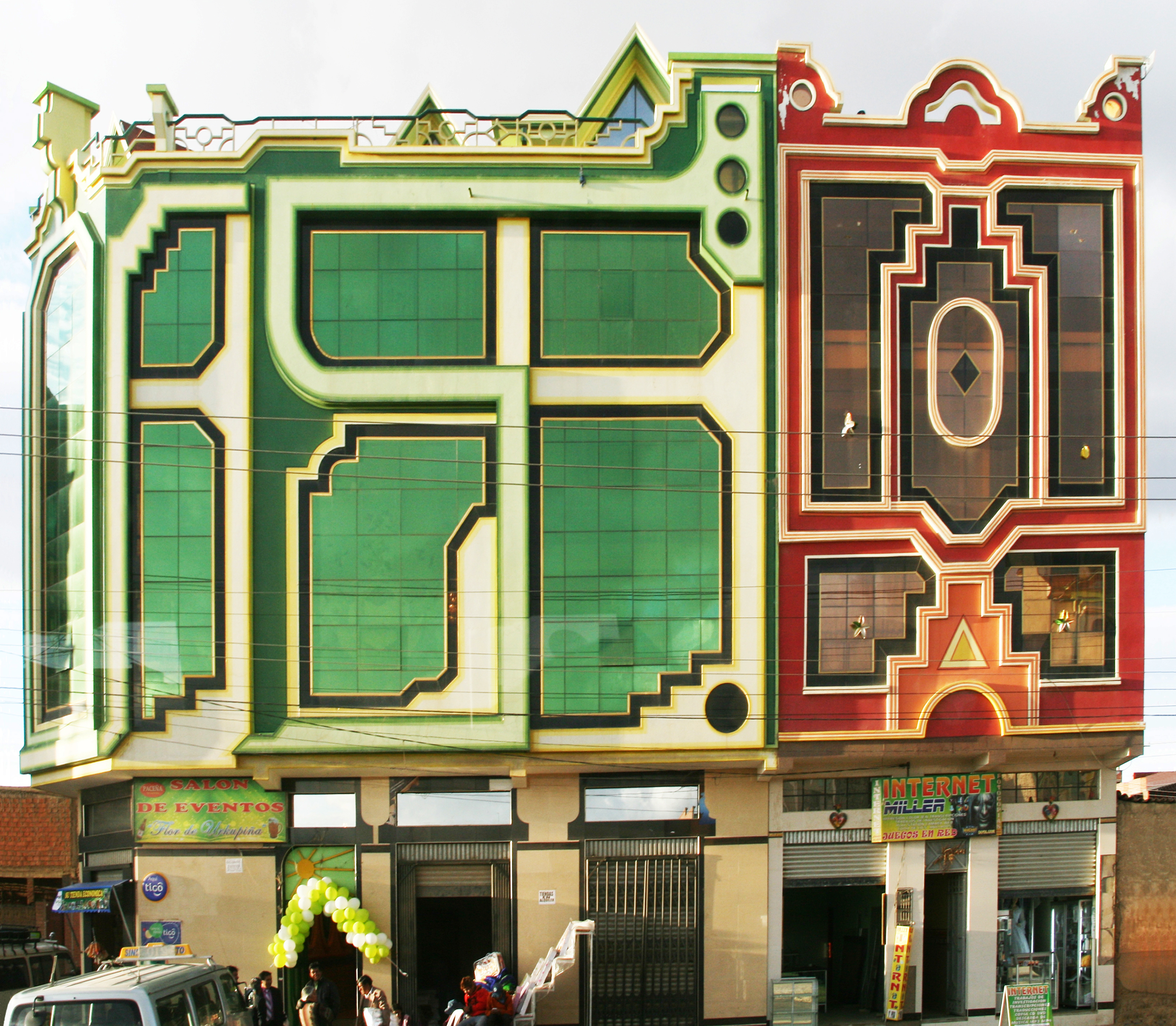
Cholet en El Alto.

- Arquitectura andina de Bolivia: la obra de Freddy Mamani Silvestre. La Paz, 2014.